# Thập niên 160
Thập niên 160 hay thập kỷ 160 chỉ đến những năm từ 160 đến 169.